# Go Betty Go
Pour les articles homonymes, voir Betty.
Go Betty Go est un groupe féminin de pop punk américain, originaire de Glendale, en Californie.

## Biographie
Le groupe est formé à Glendale, en Californie, en 2001 et, au départ, constitué de Betty Cisneros, Michelle Rangel, et les deux sœurs, Aixa et Nicolette Vilar. Leur nom vient d'une phrase que répétait le groupe lorsqu'il voulait que la guitariste, Betty Cisneros, lance une chanson,. Leurs origines latines ont beaucoup influencé leur style musical. Elles utilisent d'ailleurs le plus souvent l'espagnol, aussi bien en tant que langue qu'en tant que genre rythmique. 
Le groupe publie deux albums au label SideOneDummy Records. Le premier s'intitule Worst Enemy, et est publié en 2004. Le second s'intitule Nothing Is More, produit par Ted Hutt de Flogging Molly, en 2005. Elles prennent également part au Warped Tour en 2004 et 2005,,,,. Le titre C'Mon fait partie de la bande originale du jeu vidéo Burnout 3 Takedown. En février 2006, la chanteuse Nicolette Vilar quitte le groupe, les menant à annuler la fin de leur tournée. Après quelques auditions, en mai 2006, elles recrutent Emily Wynne-Hughes,. En août 2007, la bassiste Michelle Rangel annonce sur le site web du groupe son départ. Elle est remplacée par Phil Buckman, plus tard bassiste pour le groupe Filter. En janvier 2009, Emily Wynne-Hughes auditionne pour la huitième saison d'American Idol, durant laquelle elle chante Barracuda. Elle réussit les auditions mais éliminée,.
Le groupe original se réunit en 2012,, puis indépendamment en 2015 pour un nouvel EP intitulé Reboot aux côtés encore une fois de Tedd Hutt.

## Membres

### Membres actuels
- Nicolette Vilar — chant (2001-2006, depuis 2012)
- Betty Cisneros — guitare (2001-2010, depuis 2012)
- Aixa Vilar — batterie (2001-2010, depuis 2012)
- Michelle Rangel — basse, chœurs (2001-2007, depuis 2012)

### Anciens membres
- Emily Wynne-Hughes — chant (2006-2010)
- Phil Buckman — basse (2007-2010)

## Discographie
- 2004 : Worst Enemy (EP ; SideOneDummy)[25]
- 2005 : Nothing Is More (SideOneDummy)[26]
- 2015 : Reboot (EP ; auto-production)[27]